# 바르구진산맥

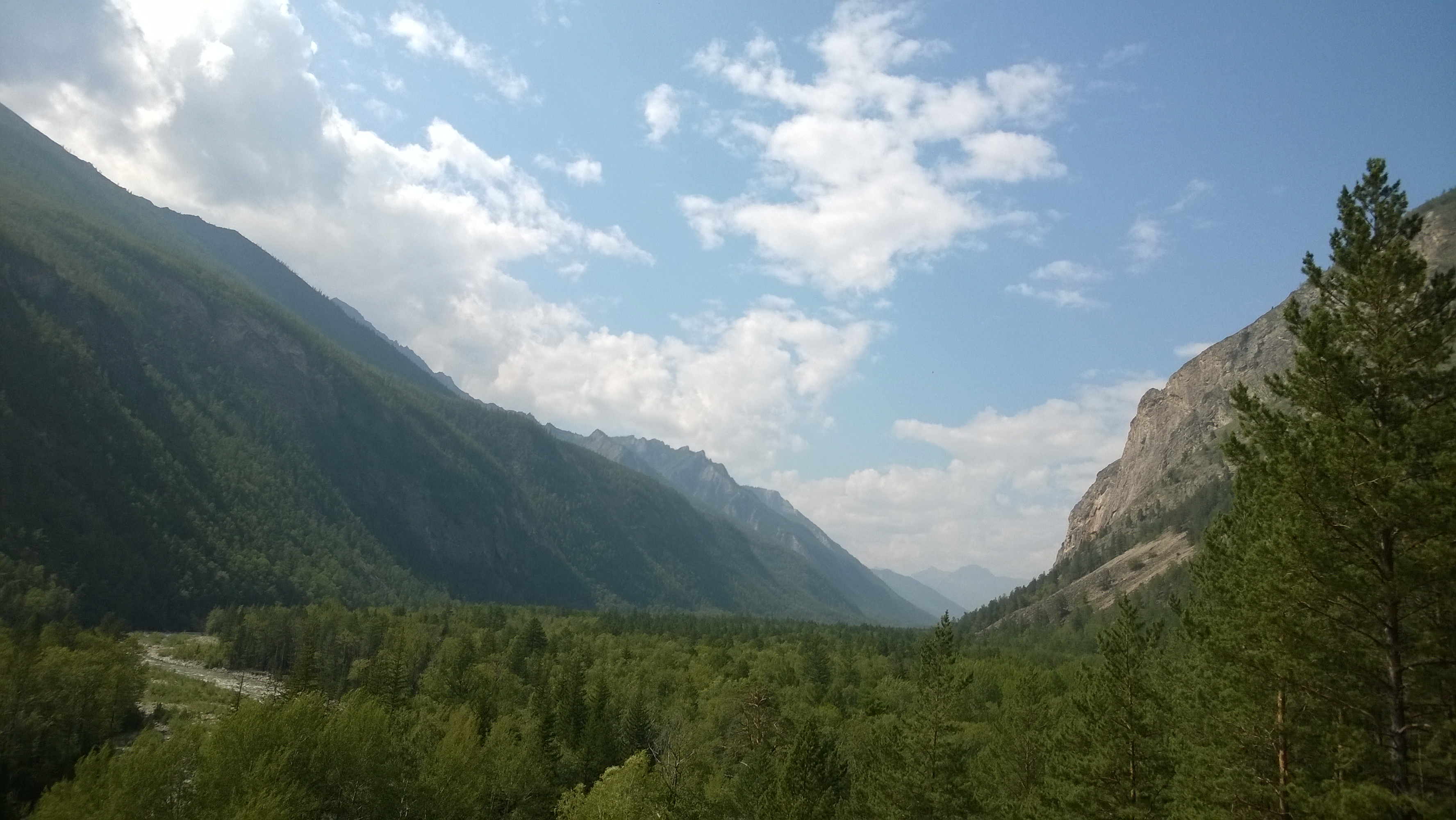

바르구진산맥(러시아어: Баргузинский хребет)은 러시아 부랴트 공화국 바이칼호의 북동부에 있는 산맥이다.
길이는 280 km에, 높이는 2,840 m이다. 타이가로 덮여 있다.
산맥의 서쪽 경사면에는 바르구진 자연보호구역과 자바이칼 국립공원이 위치해 있다.